# Mengzi (księga)
Mengzi chiń. 孟子; pinyin Mèngzǐ – starożytny chiński traktat filozoficzny, będący częścią czteroksięgu konfucjańskiego. Określany też jako Księga Mencjusza.
Księga pierwotnie składała się z 11 pian (woluminów), jak twierdzi poświęcony jej wpis w Han Shu. Kronika ta nie wspomina też by istniały do niej jakieś komentarze. Pierwszy zachowany komentarz pochodzi z II w. n.e. i jest autorstwa Zhao Qi (趙岐, zm. w 201 r. n.e.). W przedmowie do swego komentarza, Zhao zaznaczył, że księga Mengzi składała się z siedmiu rozdziałów „wewnętrznych” i czterech „zewnętrznych” (co jest zgodne z notatką w Han Shu), które on, uznając za niskiej wartości, odrzucił. Do dziś zachowało się bardzo niewiele cytatów z Mencjusza, które nie pochodzą z typowego tekstu, zachowanego przez Zhao Qi, a pochodzących z dzieł jemu współczesnych lub go poprzedzających. Dwa zbiory powiedzeń Mencjusza, wykraczające poza tekst Mengzi są dużo późniejsze (tworzone przez autorów z XVIII i XIX w.). Sugeruje to, że odrzucone przez Zhao „rozdziały zewnętrzne” faktycznie nie zawierały wiele materiału, ocenianego wysoko przez starożytnych filozofów.
Zachowany tekst składa się z siedmiu woluminów, dzielonych na dwie części – taki podział na 14 rozdziałów zachowuje większość współczesnych wydawnictw. Zawierają one krótkie wypowiedzi Mencjusza i jego dłuższe dialogi z uczniami. Z opisanej w rozdziale pierwszym rozmowy z królem Hui z państwa Liang, w której zwraca się on do Mencjusza jak do starego człowieka, można wnosić, że przynajmniej ten rozdział opisuje poglądy Mencjusza jako dojrzałego filozofa.
Księga jest prawie na pewno kompilacją dokonaną przez uczniów Mencjusza, podobnie jak Dialogi konfucjańskie (Lunyu). W odróżnieniu od Lunyu nie jest to wszakże jedynie zbiór aforyzmów, lecz także obszerne dialogi, rozwijające i systematyzujące idee zasygnalizowane w Dialogach. Mencjusz wykorzystuje narzędzia logiki i dialektyki rozwinięte przez szkoły moistów i sofistów w celu obrony idei, które uważa za słuszne przeciw krytyce ze strony przedstawicieli tych opozycyjnych szkół. Księga Mencjusza wykorzystuje też humor dla ukazania prawd filozoficznych, a ponadto zawiera przekazy będące źródłem poznania chińskich mitów.
W okresie wczesnocesarskim za najważniejszego propagatora myśli konfucjańskiej uważano raczej Xunzi, niż Mencjusza. Aż do okresu songowskiego tekst Mengzi nie był uważany za „kanoniczny”, aczkolwiek tworzono do niego liczne komentarze. Powstanie bardzo wpływowej szkoły neokonfucjańskiej, której przedstawiciele, w szczególności Zhu Xi zwrócili uwagę na Mencjusza, spowodowało odsunięcie Xunzi w cień. Komentarz Zhu Xi do Mengzi pt. Mengzi Jizhu był najważniejszym opracowaniem tej księgi aż do czasów dynastii Qing. Zhu Xi doprowadził też do podniesienia rangi Księgi Mencjusza i ustanowienia jej jednym z kluczowych tekstów konfucjańskich, częścią cztero- i trzynastoksięgu konfucjańskiego.